# Fònts
Fònts (en francès Fons) és un municipi francès situat al departament del Gard i a la regió d'Occitània.